# AbeBooks
AbeBooks是一間網上圖書銷售網站，成立於1996年，主要售賣稀有及絕版的圖書，覆蓋全球50個國家。此網站自創立起，曾多次易手，直至2008年被Amazon.com收購，成為Amazon.com旗下一間獨立的子公司。